# پسر جنوب
پسر جنوب (انگلیسی: Son of the South) یک فیلم زندگی‌نامه‌ای در سبک درام تاریخی آمریکایی محصول سال ۲۰۲۰ به کارگردانی و نویسندگی بری الکساندر براون با بازی لوکاس تیل، لکس اسکات دیویس، لوسی هیل، جیک ایبل، شامیر اندرسون و برایان دنهی است. داستان واقعی یک جوان سفیدپوست جنوبی در تابستان ۱۹۶۱، در مکان و زمانی گرفتار شد که باید انتخاب می‌کرد که در کدام سمت باشد.
این فیلم اولین نمایش جهانی خود را در جشنواره فیلم سیاه آمریکا در ۲۶ اوت ۲۰۲۰ انجام داد. این فیلم در ۵ فوریه ۲۰۲۱ منتشر شد که با دریافت نقدهای متفاوت از منتقدان، با این حال بازی لوکاس تیل را تحسین کردند.

## داستان
فیلم بر اساس کتاب زندگی‌نامه‌ای نوشته باب زلنر ساخته شده است و داستان نوه یکی از اعضای کوکلوس کلان را روایت می‌کند. او در جنوب آمریکا بزرگ شد اما در نهایت به جنبش حقوق شهروندی پیوست و …

## ساخت
فیلمبرداری در آوریل ۲۰۱۹ در مانتگامری، آلاباما آغاز شد.

## بازخوردها
- در جمع‌آوری نقد راتن تومیتوز این فیلم دارای امتیاز ۶۱٪ بر اساس نظرات ۱۸ منتقد و میانگین امتیاز ۵٫۷ از ۱۰ است.[۵]
- در متاکریتیک، این فیلم بر اساس رای ۴ منتقد، امتیاز ۶۰ از ۱۰۰ را دارد که نشان‌دهنده «بررسی‌های مختلط یا متوسط» است.[۶]
- بازی لوکاس تیل مورد تحسین منتقدان قرار گرفت.